# Vimba mirabilis
Vimba mirabilis es una especie de pez de agua dulce en la familia Cyprinidae. Es una especie endémica de Turquía, específicamente, alrededor del río Büyük Menderes. Todavía es abundante en los embalses y por lo tanto, es considerado como una especie en preocupación menor para las medidas de la conservación.